# عد كلوري المنشأ
العد كلوري المنشأ (بالإنجليزية: Chloracne)‏ هو طفح شبيه بحب الشباب على شكل رؤوس سوداء وكيسات وبثور مرتبط بالتعرض المفرط للمركبات العطرية الهالوجينية مثل مركبات الديوكسين ومركبات ثنائي بنزوفيوران المحتوية على الكلور. تظهر علاماته عادة على الخدين ووراء الأذنين والإبطين ومنطقة أعلى الفخذ.
يعد سيغفريد بتمان أول من وصف هذا المرض في عمال الصناعة الألمان في عام 1897. وكان يعتقد أن سببه يعود للتعرض للكلور. وفي أواسط عقد الخمسينات من القرن العشرين اكتشف ارتباطه بالهيدروكاربونات العطرية. المركبات التي تسبب العد الكلوري تسمى حاليا بمحدثات العد الكلوري (بالإنجليزية: chloracnegens)‏.
يرتبط العد كلوري المنشأ بشكل خاص بالتعرض السام لمركبات الديوكسين (وهو منتج ثانوي لكثير من العمليات الكيميائية وبضمنها تصنيع مبيدات أعشاب مثل العامل البرتقالي) ولذلك يعد علامة سريرية للتعرض للديوكسين. قد تتبع شدة وبداية العد الكلوري خطا مقاربا لمنحنى العلاقة بين الجرعة والاستجابة.

## الأسباب
يحدث العد كلوري المنشأ بسبب تعرض الجلد لمحدثات العد الكلوري. كما يمكن أن يكون الالتهام أو الاستنشاق طرقا أخرى محتملة.
محدثات العد الكلوري تذوب في الدهن، مما يعني أنها قد تبقى في النسيج الدهني في الجسم لفترات طويلة بعد التعرض لها. والعد الكلوري حالة التهابية مزمنة بسبب دوام هذه الحالة. ومن خلال دراسة القوارض، يظهر أن التوكسين يفعل سلسلة من المستقبلات ليعزز تكاثر الخلايا الأكولة الكبيرة لتنتج كثرة العدلات وتؤدي إلى استجابة التهابية متعممة في الجلد. قد تفاقم هذه الحالة من خلال حث زيادة عامل نخر الورم في بلازما الدم.
تؤدي العملية الالتهابية إلى تكوين سدادات كيراتينية وتكوين كيسات مصفرة وبثور داكنة. قد يوجد فيها قيح مخضر اللون. تظهر الآفات الجلدية على الوجه، وفي حالات أشد تظهر على الكتفين والصدر والظهر والبطن. وتظهر في حالات متقدمة على الذراعين والفخذين والساقين والقدمين واليدين.
قد يظهر العد كلوري المنشأ بعد ثلاثة إلى أربعة أسابيع بعد التعرض السمي، لكن في حالات التعرض المكثف فقد تظهر الأعراض خلال أيام.

## العلاج
أول تصرف بعد التعرف على الإصابة، يجب إبعاد المريض وكل الأشخاص الآخرين من منطقة التلوث. أما العلاج فهو لمعالجة الأعراض.
الحالات الشديد والتي تظهر فيها آفات مستديمة فقد تحتاج إلى مضادات حيوية وآيزوتريتينوين. ورغم ذلك، فإن العد الكلوري المنشأ له مقاومة عالية للعلاجات.
تختلف فترة المرض، فقد تختفي الآفات الجلدية خلال سنتين في بعض الحالات، أما في حالات أخرى فقد تكون دائمة. وفي دراسة نشرت عام 1984، وجدت أن معدل بقاء الآفات يستمر لمدة 26 سنة، وهنالك بعض العمال بقوا مشوهين بعد ثلاثة عقود من التعرض.

## حالات مرتبطة
يظهر العد الكلوري عادة مع فرط التعرق والبرفيرية الجلدية الآجلة.

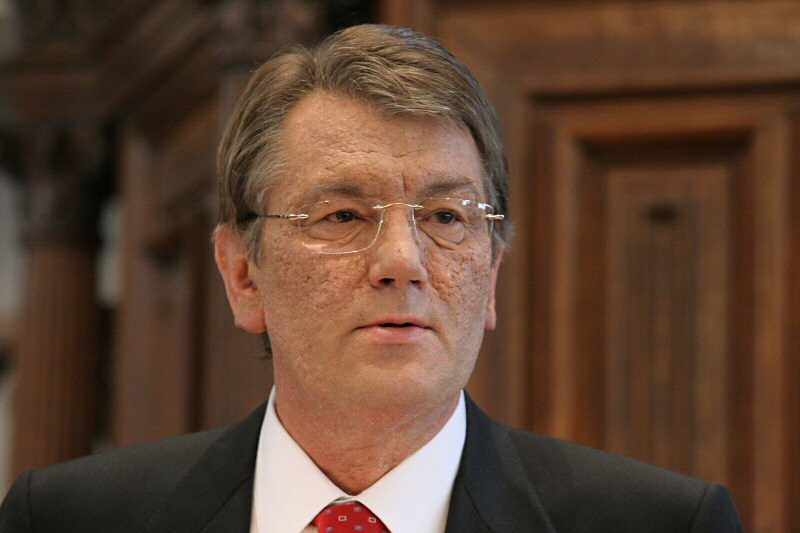
فيكتور يوشتشينكو في جامعة أمستردام تظهر عليه أعراض الإصابة بعد كلوري المنشأ نتيجة التسمم مركب ديوكسين يدعى رباعي كلورو ثنائي بنزو ديوكسين (TCDD).

## حالات إصابة شهيرة
- في عام 1949، إصابة 226 عامل في شركة مونسانتو بعد انفجار حاوية مبيد أعشاب في نيترو في فيرجينيا الغربية.[5]
- في عام 1976، إصابة 193 حالة في كارثة صناعية في سيفيزو في شمال إيطاليا نتج عنها إطلاق رباعي كلورو ثنائي بنزو ديوكسين (TCDD) إلى الهواء.[6]
- تعرض آلاف الأشخاص في معسكر ماكليلان قرب أننيستون في ولاية ألاباما.[7]
- في عام 1968، عانى حوالي 2000 شخص شمال كيوشو في اليابان من الكلور وظهرت أعراض بسبب التعرض المزمن لزيوت طبخ ملوثة بمركبات ثنائي الفينيل متعدد الكلور وثنائي بنزوفيوران متعدد الكلور. سميت الأعراض بداء يوشو (باليابانية: 油症) أو داء زيت الرز.
- في عام 1979، حدثت حالات مشابهة بسبب استخدام زيوت طبخ ملوثة في تايوان أصيب على إثرها أكثر من 2000 شخص، سميت بداء يو تشنغ (بالصينية: 油症).[8]
- في عام 2004، تعرض فيكتور يوشتشينكو للإصابة بعد كلوري المنشأ نتيجة التسمم مركب ديوكسين يدعى رباعي كلورو ثنائي بنزو ديوكسين (TCDD) بحسب تشخيص عالم السموم جون هنري ونتائج أحد مختبرات فيينا.[9]